# Pera dell'Emilia-Romagna
Pera dell'Emilia-Romagna (IGP) è un prodotto ortofrutticolo italiano a Indicazione geografica protetta.